# Болотана
Болотана (итал. Bolotana) је насеље у Италији у округу Нуоро, региону Сардинија.
Према процени из 2011. у насељу је живело 2761 становника. Насеље се налази на надморској висини од 426 м.

## Становништво
| 1931. | 1936. | 1951. | 1961. | 1971. | 1981. | 1991. | 2001. | 2011. |
| ----- | ----- | ----- | ----- | ----- | ----- | ----- | ----- | ----- |
| 4.087 | 4.317 | 4.494 | 4.274 | 3.495 | 3.858 | 3.625 | 3.276 | 2.846 |